# Vanellus chilensis
Vanellus chilensis là một loài chim trong họ Charadriidae.